# J. League 1998
La temporada de 1998 de la J. League fue la sexta temporada celebrada del campeonato profesional de Japón. Tuvo lugar desde el 21 de marzo hasta el 28 de noviembre de 1998. Esta edición, que contó con 18 equipos participantes, fue la última con una sola división, tras la reforma que la Asociación japonesa de fútbol haría del campeonato al año siguiente.

## Ascensos y descensos
| Pos | Ascendidos de la Japan Football League 1997 |
| --- | ------------------------------------------- |
| 1.º | Consadole Sapporo                           |

| Descendidos en la temporada 1997 |
| -------------------------------- |
| No hubo                          |

- De esta manera, el número de participantes aumentó a 18.

## Sistema del campeonato
La edición contó con 18 participantes; los 17 del campeonato de 1997 y un club nuevo de la Japan Soccer League que había pasado a ser profesional, el Consadole Sapporo. El club de la isla de Hokkaidō terminó en primera posición de la JSL el año pasado, logrando así su ascenso. Debido a que el año pasado la liga contó con un número impar de formaciones, la J. League estableció que solo subiría un club. Por ello el equipo que terminó en segunda posición, Tokyo Gas, no logró pasar al profesionalismo.
| - Avispa Fukuoka - Bellmare Hiratsuka - Cerezo Osaka - Consadole Sapporo - JEF United Ichihara - Gamba Osaka - Júbilo Iwata - Kashima Antlers - Kashiwa Reysol |  | - Kyoto Purple Sanga - Nagoya Grampus Eight - Sanfrecce Hiroshima - Shimizu S-Pulse - Urawa Red Diamonds - Verdy Kawasaki - Vissel Kobe - Yokohama Flügels - Yokohama Marinos |

El sistema de competición es similar al de los Torneos Apertura y Clausura, mientras que el de puntuaciones por victoria (3 en los 90 minutos, 2 en prórroga y 1 en penaltis) se mantuvo.

## Desarrollo
La J. League 1998 comenzó manteniendo el mismo sistema que el año pasado, pero con graves dificultades para mantener el modelo profesional. La mayoría de los clubes presentaban problemas financieros, debido a las altas fichas que pagaban a sus jugadores y a la pérdida de interés por parte de aficionados y patrocinadores. La Asociación de fútbol y la liga profesional plantearon una reestructuración para la siguiente temporada, que contemplaba la creación de una Segunda División donde podrían jugar nuevos equipos. A pesar de la clasificación para el Mundial de Francia, la asistencia a los estadios alcanzó su punto más bajo con una media de 10.310 espectadores por partido.
Durante el campeonato se dio un fenómeno por el que la mayoría de los espectadores se concentraban en los equipos con buenos resultados, mientras que los peores perdían toda su capacidad de movilización. Entre otras razones, la baja afluencia se debía a una falta de motivación para luchar por un triunfo o eludir un descenso, ya que por entonces solo había una división profesional. Donde más se vio el apoyo a los equipos fue en la rivalidad mantenida entre Júbilo Iwata, que ganó la primera ronda, y Kashima Antlers que venció la segunda. Esto provocaba la repetición de la final del año pasado. En esta ocasión fueron los Antlers quienes se hicieron con la victoria. El equipo de Kashima logró en 1998 un doblete al vencer Liga y Copa, tal y como hizo Verdy Kawasaki en 1994.
Al término del campeonato la J. League hizo oficial el establecimiento de una segunda división, donde jugarían equipos más modestos para mantener la competitividad en el campeonato principal, estableciendo también un sistema de ascensos y descensos. La J. League se reduciría a 16 clubes, con 2 equipos de primera relegados al descenso. La J. League 2 (J2) contaría con diez clubes, y la JFL continuaría siendo un campeonato amateur reestructurado.

### Desaparición de Flügels y promoción para la permanencia
Varios equipos de la J. League atravesaban problemas económicas, y a finales de octubre los patrocinadores de Yokohama Flügels anunciaron su desvinculación de la institución, que pasaría a ser absorbida en 1999 por sus rivales Yokohama Marinos. Por otra parte, Bellmare Hiratsuka perdía a su patrocinador oficial, mientras que otros clubes como Verdy Kawasaki arrastraban una crisis institucional y deportiva. La desaparición del club de Yokohama se produjo el 1 de enero de 1999, después de que éstos vencieran en la Copa del Emperador de 1999. Desde entonces la J. League establece, en los criterios para pasarse al profesionalismo, una serie de condiciones por las que la institución que quiera ser profesional debe estrechar sus vínculos con la ciudad donde esté establecida, promoviendo el deporte de base o contando con apoyos locales.
La promoción pasó a estar integrada por cinco equipos. El último de liga, que fue Avispa Fukuoka, jugó un partido a ida y vuelta con el representante de la JFL, Kawasaki Frontale. Avispa resultó vencedor, por lo que Kawasaki comenzaría su andadura profesional en la Segunda División. Después, hubo unas eliminatorias entre los últimos equipos del torneo (los clasificados Avispa Fukuoka y JEF United Ichihara, Vissel Kobe y Consadole Sapporo) por la que se salvarían tres clubes y uno descendería a la J2. El perdedor fue Consadole Sapporo.

## Clasificación

### Primera ronda
| Pos. | Equipo               | Pts. | PJ | G  | GPR | GDP | PPR | PDP | P  | GF | GC | Dif. | Clasificación        |
| ---- | -------------------- | ---- | -- | -- | --- | --- | --- | --- | -- | -- | -- | ---- | -------------------- |
| 1    | Júbilo Iwata (Q)     | 39   | 17 | 13 | 0   | 0   | 0   | 0   | 4  | 52 | 18 | +34  | Final del Campeonato |
| 2    | Shimizu S-Pulse      | 39   | 17 | 13 | 0   | 0   | 0   | 0   | 4  | 32 | 14 | +18  |                      |
| 3    | Nagoya Grampus Eight | 33   | 17 | 9  | 3   | 0   | 0   | 1   | 4  | 37 | 21 | +16  |                      |
| 4    | Yokohama Marinos     | 32   | 17 | 10 | 1   | 0   | 1   | 0   | 5  | 39 | 21 | +18  |                      |
| 5    | Kashima Antlers      | 32   | 17 | 10 | 1   | 0   | 0   | 0   | 6  | 41 | 28 | +13  |                      |
| 6    | Verdy Kawasaki       | 30   | 17 | 10 | 0   | 0   | 1   | 1   | 5  | 34 | 25 | +9   |                      |
| 7    | Urawa Red Diamonds   | 28   | 17 | 8  | 1   | 2   | 1   | 0   | 5  | 30 | 23 | +7   |                      |
| 8    | Yokohama Flügels     | 26   | 17 | 7  | 2   | 1   | 0   | 0   | 7  | 33 | 32 | +1   |                      |
| 9    | Cerezo Osaka         | 23   | 17 | 7  | 1   | 0   | 1   | 0   | 8  | 36 | 47 | −11  |                      |
| 10   | Kashiwa Reysol       | 22   | 17 | 6  | 1   | 2   | 1   | 0   | 7  | 32 | 35 | −3   |                      |
| 11   | JEF United Ichihara  | 21   | 17 | 7  | 0   | 0   | 2   | 0   | 8  | 31 | 31 | 0    |                      |
| 12   | Bellmare Hiratsuka   | 20   | 17 | 5  | 2   | 1   | 1   | 0   | 8  | 27 | 34 | −7   |                      |
| 13   | Sanfrecce Hiroshima  | 19   | 17 | 5  | 2   | 0   | 2   | 1   | 7  | 22 | 33 | −11  |                      |
| 14   | Gamba Osaka          | 17   | 17 | 4  | 2   | 1   | 1   | 0   | 9  | 27 | 29 | −2   |                      |
| 15   | Kyoto Purple Sanga   | 16   | 17 | 4  | 2   | 0   | 3   | 0   | 8  | 20 | 33 | −13  |                      |
| 16   | Consadole Sapporo    | 11   | 17 | 3  | 1   | 0   | 2   | 3   | 8  | 28 | 44 | −16  |                      |
| 17   | Vissel Kobe          | 9    | 17 | 3  | 0   | 0   | 1   | 0   | 13 | 20 | 48 | −28  |                      |
| 18   | Avispa Fukuoka       | 7    | 17 | 2  | 0   | 1   | 2   | 2   | 10 | 22 | 47 | −25  |                      |

 Fuente: J. League Data Site: 1998 J.LEAGUE 1st League table
Criterios de clasificación: 1) puntos; 2) diferencia de goles; 3) número de goles marcados; 4) resultados entre los equipos en cuestión.

### Segunda ronda
| Pos. | Equipo               | Pts. | PJ | G  | GPR | GDP | PPR | PDP | P  | GF | GC | Dif. | Clasificación        |
| ---- | -------------------- | ---- | -- | -- | --- | --- | --- | --- | -- | -- | -- | ---- | -------------------- |
| 1    | Kashima Antlers (Q)  | 42   | 17 | 12 | 3   | 0   | 0   | 0   | 2  | 38 | 15 | +23  | Final del Campeonato |
| 2    | Júbilo Iwata         | 39   | 17 | 13 | 0   | 0   | 1   | 0   | 3  | 55 | 21 | +34  |                      |
| 3    | Urawa Red Diamonds   | 33   | 17 | 11 | 0   | 0   | 2   | 0   | 4  | 32 | 17 | +15  |                      |
| 4    | Yokohama Marinos     | 32   | 17 | 10 | 1   | 0   | 3   | 0   | 3  | 40 | 27 | +13  |                      |
| 5    | Shimizu S-Pulse      | 31   | 17 | 8  | 3   | 1   | 0   | 1   | 4  | 39 | 21 | +18  |                      |
| 6    | Nagoya Grampus Eight | 30   | 17 | 9  | 1   | 1   | 1   | 0   | 5  | 34 | 26 | +8   |                      |
| 7    | Yokohama Flügels     | 25   | 17 | 8  | 0   | 1   | 0   | 0   | 8  | 37 | 32 | +5   |                      |
| 8    | Kashiwa Reysol       | 25   | 17 | 8  | 0   | 1   | 1   | 1   | 6  | 24 | 26 | −2   |                      |
| 9    | Sanfrecce Hiroshima  | 24   | 17 | 7  | 1   | 1   | 1   | 1   | 6  | 23 | 19 | +4   |                      |
| 10   | Consadole Sapporo    | 24   | 17 | 8  | 0   | 0   | 1   | 1   | 7  | 29 | 30 | −1   |                      |
| 11   | Kyoto Purple Sanga   | 23   | 17 | 6  | 2   | 1   | 0   | 0   | 8  | 27 | 30 | −3   |                      |
| 12   | Bellmare Hiratsuka   | 22   | 17 | 7  | 0   | 1   | 0   | 0   | 9  | 26 | 32 | −6   |                      |
| 13   | Cerezo Osaka         | 21   | 17 | 7  | 0   | 0   | 0   | 1   | 9  | 20 | 32 | −12  |                      |
| 14   | Vissel Kobe          | 16   | 17 | 5  | 0   | 1   | 1   | 0   | 10 | 25 | 41 | −16  |                      |
| 15   | Avispa Fukuoka       | 14   | 17 | 4  | 1   | 0   | 0   | 0   | 12 | 11 | 38 | −27  |                      |
| 16   | Gamba Osaka          | 13   | 17 | 3  | 2   | 0   | 0   | 1   | 11 | 20 | 32 | −12  |                      |
| 17   | Verdy Kawasaki       | 9    | 17 | 3  | 0   | 0   | 1   | 1   | 12 | 13 | 28 | −15  |                      |
| 18   | JEF United Ichihara  | 4    | 17 | 1  | 0   | 1   | 2   | 1   | 12 | 18 | 44 | −26  |                      |

 Fuente: J. League Data Site: 1998 J.LEAGUE 2nd League table
Criterios de clasificación: 1) puntos; 2) diferencia de goles; 3) número de goles marcados; 4) resultados entre los equipos en cuestión.
Sistema de puntuación: Victoria = 3 puntos; Victoria en prórroga (G Pr) = 2 puntos; Victoria en penaltis (G Pe) = 1 punto; Derrota = 0 puntos

### Tabla general
| Pos. | Equipo                   | Pts. | PJ | G  | GPR | GDP | PPR | PDP | P  | GF  | GC | Dif. | Clasificación o descenso                          |
| ---- | ------------------------ | ---- | -- | -- | --- | --- | --- | --- | -- | --- | -- | ---- | ------------------------------------------------- |
| 1    | Kashima Antlers (C, Q)   | 74   | 34 | 22 | 4   | 0   | 0   | 0   | 8  | 79  | 43 | +36  | Clasificado a la Copa de Clubes de Asia 1999-2000 |
| 2    | Júbilo Iwata (Q)         | 78   | 34 | 26 | 0   | 0   | 1   | 0   | 7  | 107 | 39 | +68  | Clasificado a la Copa de Clubes de Asia 1999-2000 |
| 3    | Shimizu S-Pulse (Q)      | 70   | 34 | 21 | 3   | 1   | 0   | 1   | 8  | 71  | 35 | +36  | Clasificado a la Recopa de la AFC 1999-2000       |
| 4    | Yokohama Marinos         | 64   | 34 | 20 | 2   | 0   | 4   | 0   | 8  | 79  | 48 | +31  |                                                   |
| 5    | Nagoya Grampus Eight     | 63   | 34 | 18 | 4   | 1   | 1   | 1   | 9  | 71  | 47 | +24  |                                                   |
| 6    | Urawa Red Diamonds       | 61   | 34 | 19 | 1   | 2   | 3   | 0   | 9  | 62  | 40 | +22  |                                                   |
| 7    | Yokohama Flügels         | 51   | 34 | 15 | 2   | 2   | 0   | 0   | 15 | 70  | 64 | +6   | Cerrado al final de la temporada                  |
| 8    | Kashiwa Reysol           | 47   | 34 | 14 | 1   | 3   | 2   | 1   | 13 | 56  | 61 | −5   |                                                   |
| 9    | Cerezo Osaka             | 44   | 34 | 14 | 1   | 0   | 1   | 1   | 17 | 56  | 79 | −23  |                                                   |
| 10   | Sanfrecce Hiroshima      | 43   | 34 | 12 | 3   | 1   | 3   | 2   | 13 | 45  | 52 | −7   |                                                   |
| 11   | Bellmare Hiratsuka       | 42   | 34 | 12 | 2   | 2   | 1   | 0   | 17 | 53  | 66 | −13  |                                                   |
| 12   | Verdy Kawasaki           | 39   | 34 | 13 | 0   | 0   | 2   | 2   | 17 | 47  | 53 | −6   |                                                   |
| 13   | Kyoto Purple Sanga       | 39   | 34 | 10 | 4   | 1   | 3   | 0   | 16 | 47  | 63 | −16  |                                                   |
| 14   | Consadole Sapporo (Q, R) | 35   | 34 | 11 | 1   | 0   | 3   | 4   | 15 | 57  | 74 | −17  | Promoción por la permanencia                      |
| 15   | Gamba Osaka              | 30   | 34 | 7  | 4   | 1   | 1   | 1   | 20 | 47  | 61 | −14  |                                                   |
| 16   | JEF United Ichihara (Q)  | 25   | 34 | 8  | 0   | 1   | 4   | 1   | 20 | 49  | 75 | −26  | Promoción por la permanencia                      |
| 17   | Vissel Kobe (Q)          | 25   | 34 | 8  | 0   | 1   | 2   | 0   | 23 | 45  | 89 | −44  | Promoción por la permanencia                      |
| 18   | Avispa Fukuoka (Q)       | 21   | 34 | 6  | 1   | 1   | 2   | 2   | 22 | 33  | 85 | −52  | Promoción por la permanencia                      |

 Fuente: Suma de la primera y la segunda etapa
Criterios de clasificación: 1) puntos; 2) diferencia de goles; 3) número de goles marcados; 4) resultados entre los equipos en cuestión.
Notas:
1. ↑  Júbilo Iwata se clasificó para la Copa de Clubes de Asia 1999-2000 como campeón vigente.
2. ↑  Shimizu S-Pulse se clasificó para la Recopa de la AFC 1999-2000 como subcampeón de la Copa del Emperador 1998, pues Yokohama Flügels, vencedor de dicho torneo, se había disuelto previo a disputar la copa nacional.
3. 1 2  Definido por la puntuación general en las temporadas 1997 y 1998.

### Promoción por la permanencia

#### Cuadro de desarrollo
|  | Primera ronda            | Primera ronda      |                            |                | Segunda ronda        | Segunda ronda        | Segunda ronda         |   |   | Tercera ronda      | Tercera ronda      | Tercera ronda      |  |
|  | 19 de noviembre          | 19 de noviembre    |                            |                | 22 y 26 de noviembre | 22 y 26 de noviembre | 22 y 26 de noviembre  |   |   | 2 y 5 de diciembre | 2 y 5 de diciembre | 2 y 5 de diciembre |  |
|  |                          |                    |                            |                |                      |                      |                       |   |   |                    |                    |                    |  |
|  |                          |                    |                            |                |                      |                      |                       |   |   |                    |                    |                    |  |
|  | Avispa Fukuoka (t.s.)    | 3                  |                            |                |                      |                      |                       |   |   |                    |                    |                    |  |
|  | Avispa Fukuoka (t.s.)    | 3                  |                            |                |                      |                      |                       |   |   |                    |                    |                    |  |
|  | Kawasaki Frontale (a J2) | 2                  |                            |                |                      |                      |                       |   |   |                    |                    |                    |  |
|  | Kawasaki Frontale (a J2) | 2                  |                            | Avispa Fukuoka | 0                    | 1                    |                       |   |   |                    |                    |                    |  |
|  |                          |                    |                            | Avispa Fukuoka | 0                    | 1                    |                       |   |   |                    |                    |                    |  |
|  |                          |                    | JEF United Ichihara (a J1) | 2              | 2                    |                      |                       |   |   |                    |                    |                    |  |
|  |                          |                    | JEF United Ichihara (a J1) | 2              | 2                    |                      |                       |   |   |                    |                    |                    |  |
|  |                          |                    |                            |                |                      |                      |                       |   |   |                    |                    |                    |  |
|  |                          |                    |                            |                |                      |                      |                       |   |   |                    |                    |                    |  |
|  |                          |                    |                            |                |                      |                      | Avispa Fukuoka (a J1) | 1 | 3 |                    |                    |                    |  |
|  |                          |                    |                            |                |                      |                      |                       | 1 | 3 |                    |                    |                    |  |
|  |                          |                    | Consadole Sapporo (a J2)   | 0              | 0                    |                      |                       |   |   |                    |                    |                    |  |
|  |                          |                    | Consadole Sapporo (a J2)   | 0              | 0                    |                      |                       |   |   |                    |                    |                    |  |
|  |                          |                    |                            |                |                      |                      |                       |   |   |                    |                    |                    |  |
|  |                          |                    |                            |                |                      |                      |                       |   |   |                    |                    |                    |  |
|  |                          | Vissel Kobe (a J1) | 2                          | 2              |                      |                      |                       |   |   |                    |                    |                    |  |
|  |                          |                    | 2                          | 2              |                      |                      |                       |   |   |                    |                    |                    |  |
|  |                          |                    | Consadole Sapporo          | 1              | 0                    |                      |                       |   |   |                    |                    |                    |  |
|  |                          |                    | Consadole Sapporo          | 1              | 0                    |                      |                       |   |   |                    |                    |                    |  |
|  |                          |                    |                            |                |                      |                      |                       |   |   |                    |                    |                    |  |
|  |                          |                    |                            |                |                      |                      |                       |   |   |                    |                    |                    |  |
|  |                          |                    |                            |                |                      |                      |                       |   |   |                    |                    |                    |  |
|  |                          |                    |                            |                |                      |                      |                       |   |   |                    |                    |                    |  |

#### Primera ronda
| 19 de noviembre de 1998, 19:05 | Avispa Fukuoka                           | 3:2 (1:1, 1:1) (t. s.) | Kawasaki Frontale  | Estadio de Fútbol Hakatanomori, Fukuoka                   |                                                           |
|                                | Kudō 24' · Yamashita 89' · Fernando 104' | Reporte                | Ito 17' · Tuto 61' | Asistencia: 12.535 espectadores Árbitro(s): Alfredo Rodas | Asistencia: 12.535 espectadores Árbitro(s): Alfredo Rodas |

#### Segunda ronda
| 22 de noviembre de 1998, 15:01 | Avispa Fukuoka | 0:2 (0:0) | JEF United Ichihara       | Estadio de Fútbol Hakatanomori, Fukuoka                    |                                                            |
|                                |                | Reporte   | Takeda 65' · Scholten 76' | Asistencia: 12.300 espectadores Árbitro(s): Leslie Mottram | Asistencia: 12.300 espectadores Árbitro(s): Leslie Mottram |

| 26 de noviembre de 1998, 19:05 | JEF United Ichihara    | 2:1 (0:0) | Avispa Fukuoka | Estadio de Ichihara, Ichihara                           |                                                         |
|                                | Suzuki 49' · Sakai 60' | Reporte   | Mori 63'       | Asistencia: 10.703 espectadores Árbitro(s): Kiyoshi Ōta | Asistencia: 10.703 espectadores Árbitro(s): Kiyoshi Ōta |

| 22 de noviembre de 1998, 19:01 | Vissel Kobe                        | 2:1 (2:0) | Consadole Sapporo | Estadio Conmemorativo de la Universiada, Kōbe             |                                                           |
|                                | Nagashima 34' (pen.) · Kaimoto 41' | Reporte   | Tanada 50'        | Asistencia: 14.613 espectadores Árbitro(s): Naotsugu Fuse | Asistencia: 14.613 espectadores Árbitro(s): Naotsugu Fuse |

| 26 de noviembre de 1998, 12:04 | Consadole Sapporo | 0:2 (0:0) | Vissel Kobe            | Estadio Muroran Irie, Muroran                            |                                                          |
|                                |                   | Reporte   | Tomàs 48' · Watada 89' | Asistencia: 4.525 espectadores Árbitro(s): Alfredo Rodas | Asistencia: 4.525 espectadores Árbitro(s): Alfredo Rodas |

#### Tercera ronda
| 2 de diciembre de 1998, 19:04 | Avispa Fukuoka | 1:0 (0:0) | Consadole Sapporo | Estadio de Fútbol Hakatanomori, Fukuoka                   |                                                           |
|                               | Ueno 61'       | Reporte   |                   | Asistencia: 12.526 espectadores Árbitro(s): Alfredo Rodas | Asistencia: 12.526 espectadores Árbitro(s): Alfredo Rodas |

| 5 de diciembre de 1998, 12:04 | Consadole Sapporo | 0:3 (0:0) | Avispa Fukuoka                         | Estadio Muroran Irie, Muroran                             |                                                           |
|                               |                   | Reporte   | Ueno 53' · Fernando 84' · Ishimaru 89' | Asistencia: 8.372 espectadores Árbitro(s): Leslie Mottram | Asistencia: 8.372 espectadores Árbitro(s): Leslie Mottram |

### Final del campeonato
| 21 de noviembre de 1998, 14:04 (UTC+9) | Júbilo Iwata | 1:2 (1:1, 1:0) (t. s.) | Kashima Antlers           | Estadio Nacional, Tokio                                     |                                                             |
|                                        | Nakayama 7'  | Reporte                | Hasegawa 72' · Muroi 110' | Asistencia: 40.263 espectadores Árbitro(s): Masayoshi Okada | Asistencia: 40.263 espectadores Árbitro(s): Masayoshi Okada |

| 28 de noviembre de 1998, 19:35 (UTC+9) | Kashima Antlers          | 2:1 (2:0) | Júbilo Iwata | Estadio de Kashima, Kashima                                |                                                            |
|                                        | Akita 39' · Bismarck 41' | Reporte   | Fujita 84'   | Asistencia: 16.991 espectadores Árbitro(s): Leslie Mottram | Asistencia: 16.991 espectadores Árbitro(s): Leslie Mottram |

|                                    |
|                                    |
| Campeón Kashima Antlers 2.º título |

## Premios

### Individuales
- Jugador más valioso del campeonato: Masashi Nakayama (Júbilo Iwata)
- Máximo goleador: Masashi Nakayama, 36 goles (Gamba Osaka)
- Mejor debutante: Shinji Ono (Urawa Red Diamonds)
- Mejor entrenador: Osvaldo Ardiles (Shimizu S-Pulse)

### Mejor once inicial
| Posición | Futbolista         | Club               | País              |
| -------- | ------------------ | ------------------ | ----------------- |
| GK       | Seigo Narazaki     | Yokohama Flugels   | Bandera de Japón  |
| DF       | Naoki Soma         | Kashima Antlers    | Bandera de Japón  |
| DF       | Makoto Tanaka      | Júbilo Iwata       | Bandera de Japón  |
| DF       | Yutaka Akita       | Kashima Antlers    | Bandera de Japón  |
| MF       | Shinji Ono         | Urawa Red Diamonds | Bandera de Japón  |
| MF       | Daisuke Oku        | Júbilo Iwata       | Bandera de Japón  |
| MF       | Toshiya Fujita     | Júbilo Iwata       | Bandera de Japón  |
| MF       | Hiroshi Nanami     | Júbilo Iwata       | Bandera de Japón  |
| MF       | Dunga              | Júbilo Iwata       | Bandera de Brasil |
| FW       | Masashi Nakayama   | Júbilo Iwata       | Bandera de Japón  |
| FW       | Atsushi Yanagisawa | Kashima Antlers    | Bandera de Japón  |